# Ri Chol-myong
Dans ce nom coréen, le nom de famille, Ri, précède le nom personnel.
Ri Chol-myong (coréen : 리철명), né le 18 février 1988 à Pyongyang, est un footballeur international nord-coréen. Il évolue actuellement au Pyongyang City au poste de milieu de terrain. 

## Carrière internationale
Il fait partie des 23 joueurs nord-coréens sélectionnés pour participer à la coupe du monde 2010.

### Buts internationaux
| # | Date             | Lieu                       | Adversaire   | Score | Compétition                |
| - | ---------------- | -------------------------- | ------------ | ----- | -------------------------- |
| 1 | 19 février 2010  | Colombo, Sri Lanka         | Kirghizistan | 4-0   | AFC Challenge Cup 2010     |
| 2 | 10 novembre 2010 | Aden, Yémen                | Yémen        | 1-1   | Match amical               |
| 3 | 24 décembre 2010 | Ville du 6 Octobre, Égypte | Koweït       | 1-2   | Match amical               |
| 4 | 13 mars 2012     | Katmandou, Népal           | Inde         | 4-0   | AFC Challenge Cup 2012     |
| 5 | 13 novembre 2014 | Taipei, Taïwan             | Hong Kong    | 2-1   | Coupe d'Asie de l'Est 2015 |